# Кода, Джон
Джон Кода (англ. John Coda) — американский кинокомпозитор. Родился и вырос в Лос-Анджелесе, с детства начал сочинять музыку и научился играть на барабанах, флейте и пианино. Получив степень бакалавра музыки в университете штата Калифорния, сотрудничал с многими киностудиями в Голливуде.
Одной из первых его работ стало написание музыкального сопровождения к сериалу «Тайный мир Алекс Мак».

## Фильмография
- 1994-1995 — «Тайный мир Алекс Мак» / The Secret World of Alex Mack (13 эпизодов)
- 1998 — «Три ниндзя: Жаркий полдень на горе Мега» / 3 Ninjas: High Noon at Mega Mountain
- 1999 — «П.А.Н.К.И.» / P.U.N.K.S.
- 2002 — «Лихорадка по девчонкам» / Girl Fever
- 2006 — «Золотой лёд 2: В погоне за золотом» / The Cutting Edge: Going for the Gold
- 2007 — «Знать бы, что я гений» / If I Had Known I Was a Genius
- 2007 — «Братц» /  Bratz: The Movie
- 2009 — «Блондинки в законе» / Legally Blondes
- 2020 — «Кошки против собак 3» / Cats & Dogs 3: Paws Unite!
- 2022 — «Русалка и дочь короля» / The King's Daughter